# Szőke István (labdarúgó, 1947)
Szőke István (Budapest, 1947. február 13. – Budapest, 2022. június 1.) válogatott magyar labdarúgó, csatár, edző.
A józsefvárosi Volán Klub vendéglátóhely tulajdonosa volt.

## Pályafutása

### Klubcsapatban
Tizenkét évesen kezdett focizni a Fradiban. 1965-ben 18 évesen mutatkozott be a felnőtt csapatban. Kétszeres magyar bajnok és kupagyőztes volt.

### A válogatottban
1969 és 1973 között 13 mérkőzésen 3 gólt szerzett. Tagja az 1972-es belgiumi Európa-bajnokságon résztvevő, 4. helyezett csapatnak.

### Szakvezetőként
1976 és 1978 között a Volán SC vezetőedzője volt.

## Halála
2022. május 31-én este otthonában lett rosszul. Rohammentő vitte kórházba, ahonnan rögtön az Amerikai úti Idegsebészetre került. Agytörzsi infarktust diagnosztizáltak nála. Másnap, június 1-jén délután hunyt el.

## Sikerei, díjai

### Klubcsapatban
- Magyar bajnokság
  - Bajnok: 1967, 1968
  - 2.: 1965, 1966, 1970-tavasz, 1970–1971, 1972–1973, 1973–1974
  - 3.: 1969
- Magyar Népköztársasági Kupa (MNK)
  - győztes: 1972, 1974
  - döntős: 1966
- Bajnokcsapatok Európa-kupája (BEK)
  - negyeddöntős: 1965–1966
- Vásárvárosok kupája (VVK)
  - döntős: 1967–1968
- UEFA-kupa
  - elődöntős: 1971–1972

### Válogatottban
- Európa-bajnokság
  - 4.: 1972, Belgium

## Statisztika

### Mérkőzései a válogatottban
| Magyarország | Magyarország         | Magyarország                      | Magyarország  | Magyarország | Magyarország  | Magyarország | Magyarország | Magyarország |
| #            | Dátum                | Helyszín                          | Hazai         | Eredmény     | Vendég        | Kiírás       | Gólok        | Esemény      |
| ------------ | -------------------- | --------------------------------- | ------------- | ------------ | ------------- | ------------ | ------------ | ------------ |
| 1.           | 1969. május 25.      | Budapest, Népstadion              | Magyarország  | 2 – 0        | Csehszlovákia | vb-selejtező | -            | 52'          |
| 2.           | 1971. szeptember 1.  | Budapest, Népstadion              | Magyarország  | 2 – 1        | Jugoszlávia   | barátságos   | 1            | 72' 82'      |
| 3.           | 1971. szeptember 25. | Budapest, Népstadion              | Magyarország  | 2 – 0        | Bulgária      | Eb-selejtező | -            |              |
| 4.           | 1972. január 12.     | Madrid, Santiago Bernabéu stadion | Spanyolország | 1 – 0        | Magyarország  | barátságos   | -            | 60'          |
| 5.           | 1972. május 6.       | Budapest, Megyeri úti stadion     | Magyarország  | 3 – 0        | Málta         | vb-selejtező | -            |              |
| 6.           | 1972. május 14.      | Bukarest                          | Románia       | 2 – 2        | Magyarország  | Eb-selejtező | 1            | 52' 66'      |
| 7.           | 1972. május 17.      | Belgrád, JNA stadion (YUG)        | Magyarország  | 2 – 1        | Románia       | Eb-selejtező | 1            | 87'          |
| 8.           | 1972. május 25.      | Stockholm, Råsunda Stadion        | Svédország    | 0 – 0        | Magyarország  | vb-selejtező | -            | 76'          |
| 9.           | 1972. június 14.     | Brüsszel, Heysel Stadion (BEL)    | Szovjetunió   | 1 – 0        | Magyarország  | Eb-elődöntő  | -            |              |
| 10.          | 1972. október 15.    | Bécs, Práter-stadion              | Ausztria      | 2 – 2        | Magyarország  | vb-selejtező | -            | 72'          |
| 11.          | 1973. június 13.     | Budapest, Népstadion              | Magyarország  | 3 – 3        | Svédország    | vb-selejtező | -            | 46'          |
| 12.          | 1973. szeptember 26. | Belgrád, JNA stadion              | Jugoszlávia   | 1 – 1        | Magyarország  | barátságos   | -            |              |
| 13.          | 1973. november 21.   | Budapest, Népstadion              | Magyarország  | 0 – 1        | NDK           | barátságos   | -            | 64'          |
|              | Összesen             |                                   |               | 13           | mérkőzés      |              | 3            | gól          |